# Maxomys rajah
Il ratto spinoso Rajah (Maxomys rajah  Thomas, 1894) è un roditore della famiglia dei Muridi, diffuso in Indocina e Indonesia.

## Descrizione

### Dimensioni
Roditore di medie dimensioni, con lunghezza della testa e del corpo tra 140 e 235 mm, la lunghezza della coda tra 140 e 217 mm, la lunghezza del piede tra 35 e 46 mm, la lunghezza delle orecchie tra 20 e 25 mm e un peso fino a 265 g.

### Aspetto
La pelliccia è spinosa. Le parti superiori sono marroni, soffuse talvolta di rossiccio e arancione, più scure lungo la spina dorsale, con numerosi peli spinosi bruno-grigiastri. Le parti ventrali sono bianche, con molti peli spinosi soffici. Le mani sono bianche. I piedi sono bianchi. La coda è lunga quanto la testa ed il corpo, marrone scuro sopra, più pallida sotto, finemente ricoperta di peli. Le femmine hanno un paio di mammelle pettorali, un paio post-ascellari e due paia inguinali. Il cariotipo è 2n=36 FN=54-56.

## Biologia

### Comportamento
È una specie notturna e terricola. Passa gran parte della giornata nelle tane.

### Riproduzione
Le femmine danno alla luce 2-5 piccoli per volta. 

## Distribuzione e habitat
Questa specie è diffusa in Indocina, Sumatra, Borneo ed alcune isole vicine.
Vive nelle foreste tropicali sempreverdi di pianura primarie e secondarie fino a 1.100 metri di altitudine.

## Tassonomia
Sono state riconosciute 5 sottospecie:
- M.r.rajah: Borneo;
- M.r.hidongis (Kloss, 1921):Isole Natuna: Serasan;
- M.r.lingensis (Miller, 1900): Isole Riau: Durian, Mapur, Bintan, Batam, Kundur, Karimun, Combol, Sugi, Moro; Isole Lingga: Bakung Besar, Lingga, Singkep, Sebangka, Penuba;
- M.r.pellax (Miller, 1900): Thailandia peninsulare, Penisola malese, Sumatra centrale e orientale;
- M.r.similis (Robinson & Kloss, 1916): Sumatra occidentale.

## Conservazione
La IUCN Red List, considerato che la popolazione è diminuita di più del 30% negli ultimi 10 anni a causa del disboscamento, classifica M.rajah come specie vulnerabile (VU).